# 1936 na arte

## Eventos
- 20 de maio - inauguração do museu Frammuseet em Oslo.
- Construção do Obelisco de Buenos Aires do arquitecto Alberto Prebisch.

## Nascimentos
| Data            | Nome                 | Profissão                       | Nacionalidade  | Observações | Ref |
| --------------- | -------------------- | ------------------------------- | -------------- | ----------- | --- |
| 6 de janeiro    | Antonio López García | pintor e escultor               | Espanha        |             |     |
| 27 de janeiro   | Ana Maria Botelho    | pintora                         | Portugal       |             |     |
| 22 de fevereiro | Renato Canini        | ilustrador                      | Brasil         |             |     |
| 12 de maio      | Frank Stella         | pintor e escultor               | Estados Unidos |             |     |
| ??              | Samuel Szpigel       | pintor                          | Brasil         |             |     |
| ??              | Constância Nery      | pintora                         | Brasil         |             |     |
| ??              | Malangatana          | pintor                          | Moçambique     |             |     |
| ??              | Sergio Telles        | diplomata e pintor              | Brasil         |             |     |
| ??              | Terezinha Veloso     | pintora, desenhista e escultora | Brasil         | m. 2003     |     |
| ??              | Ana Maria Botelho    | pintora                         | Portugal       |             |     |
| ??              | José Rodrigues       | escultor                        | Portugal       |             |     |

## Mortes
| Data        | Nome                   | Profissão                                | Nacionalidade                              | Observações | Ref |
| ----------- | ---------------------- | ---------------------------------------- | ------------------------------------------ | ----------- | --- |
| 6 de abril  | Henrique Bernardelli   | pintor                                   | Brasil                                     | n. 1857     |     |
| 29 de junho | Luigi Manini           | arquitecto, pintor e cenógrafo           | Itália                                     | n. 1848     |     |
| 27 de julho | Artur Jaime Viçoso May | pedagogo e pintor                        | Reino Unido de Portugal, Brasil e Algarves | n. 1869     |     |
| 6 de agosto | Ramon Acin             | pintor, escultor, professor e jornalista | Espanha                                    | n. 1888     |     |
| ?           | Modesto Brocos         | pintor, desenhista e gravador            | Espanha                                    | n. 1852     |     |
| ?           | Joaquim de Vasconcelos | musicólogo e historiador de arte         | Reino Unido de Portugal, Brasil e Algarves | n. 1849     |     |